# Montegiorgio
Montegiorgio este o comună din provincia Fermo, regiunea Marche, Italia, cu o populație de 7103 locuitori și o suprafață de 47,45 km².

## Personalități
- Carlotta Maggiorana (n. 1992), Miss Italia 2018.

## Demografie
Montegiorgio - evoluția demografică

|  | Graficele sunt indisponibile din cauza unor probleme tehnice. Mai multe informații se găsesc la Phabricator și la wiki-ul MediaWiki. |

Date: Recensăminte sau birourile de statistică - grafică realizată de Wikipedia